# Diecéze Auckland
Diecéze Auckland (latinsky Dioecesis Aucopolitana) je římskokatolická diecéze na území Nového Zélandu se sídlem v městě Auckland a s katedrálou sv. Patrika . Je sufragánní diecézí vůči arcidiecézi wellingtonské. 

## Historie
V roce 1836 vznikl apoštolský vikariát západní Oceánie, roku 1843 byl rozdělen na dvě části, dělení pokračovalo v roce 1848, kdy vznikla diecéze wellingtonská a diecéze aucklandská, původně bezprostředně podřízená Sv. Stolci. V roce 1887 se stala součástí wellingtonské církevní provincie. Roku 1880 z ní byla vyčleněna diecéze hamiltonská.